# Hochschule für Technik und Wirtschaft Berlin
Die Hochschule für Technik und Wirtschaft Berlin (HTW Berlin) ist mit rund 15.000 Studenten und über 900 Beschäftigten die größte staatliche Fachhochschule Berlins. Es existieren etwa 80 Studienangebote in den Bereichen Technik, Informatik, Wirtschaft, Kultur und Gestaltung.
Die HTW Berlin verteilt sich auf zwei Standorte: den Campus Treskowallee in Berlin-Karlshorst und den an der Spree gelegenen Campus Wilhelminenhof in Berlin-Oberschöneweide.
Seit 2021 übt die Hochschule das Promotionsrecht aus. In den Fachbereichen Betriebswirtschaftslehre, Informatik, Maschinenbau und Wirtschaftsingenieurwesen zählt die HTW Berlin zu den führenden Hochschulen für angewandte Wissenschaften in Deutschland.

## Geschichte

### Gründung als Fachschule

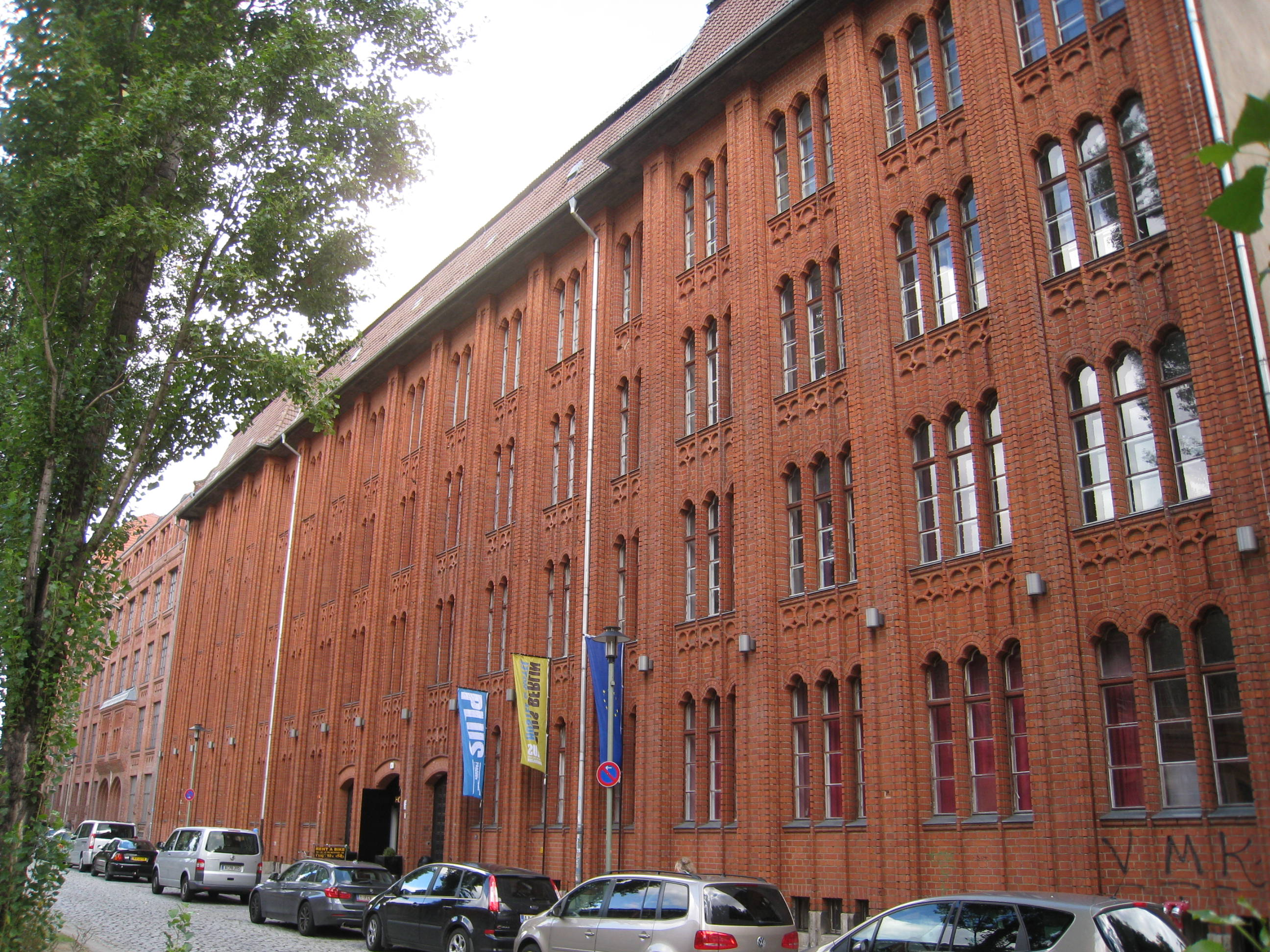
1919 eingeweihter Neubau der Höheren Fachschule für Textil- und Bekleidungsindustrie am Warschauer Platz

Die Fachschule für Dekomponieren, Komponieren und Musterzeichnen wurde 1874 gegründet, aus ihr entwickelte sich die Höhere Webschule Berlin. Als diese nicht mehr den gestiegenen Anforderungen der Textil-Industrie genügte, wurde sie 1912 zur Höheren Fachschule für Textil- und Bekleidungsindustrie erweitert. Für diese ist von 1909 bis 1914 unter Leitung von Ludwig Hoffmann am Warschauer Platz in Berlin-Friedrichshain ein Neubau errichtet worden, der wegen des Ersten Weltkrieges erst 1919 bezogen werden konnte. Am 1. Juli 1918 wurde Ernst Flemming zum Direktor berufen, der vorher als Hochschullehrer an der Höheren Webeschule und der Höheren Fachschule für Textil- und Bekleidungsindustrie lehrte.
Die Fachschule wurde später zur Textil- und Modeschule der Stadt Berlin, dann Ingenieurschule für Bekleidungstechnik und ab 1990 ein Teil der Ingenieurhochschule Berlin. 1994 wurde der gesamte Bereich Bekleidungstechnik in die FHTW übernommen. Heute umfasst der Fachbereich Gestaltung der HTW Berlin neben Modedesign mehrere Gestaltungs- und Kulturstudiengänge, beispielsweise Kommunikations-, Industrie- oder Gamedesign. Seit Sommer 2006 befindet sich der Fachbereich im Stadtteil Oberschöneweide auf dem Campus Wilhelminenhof, in sanierten und umgebauten Hallen des ehemaligen Kabelwerks Oberspree der AEG.

### Ingenieurhochschule Berlin
Die 1948 ins Leben gerufene Ingenieurschule für Maschinenbau, Elektrotechnik und Bauwesen, später Ingenieurschule für Maschinenbau und Elektrotechnik, wurde in einer früheren Gemeindeschule in der Victoriastadt in Berlin-Lichtenberg eingerichtet. Die HTW nutzte später (bis 2009) deren Gebäude in der Marktstraße 9–12, s. u.: Standorte. 1988 erfolgte ein Zusammenschluss mit der Ingenieurhochschule Berlin. Heute umfasst der Fachbereich Energie und Information der HTW Berlin neben Elektrotechnik mehrere Informations- und Technikstudiengänge, beispielsweise Computer Engineering (Technische Informatik), Nachrichtentechnik oder Angewandte Automation. Seit Sommer 2009 befindet sich der Fachbereich im Stadtteil Oberschöneweide auf dem Campus Wilhelminenhof in sanierten und umgebauten Gebäuden und Neubauten an der Stelle des ehemaligen Kabelwerks Oberspree der AEG.

### Hochschule für Ökonomie
Am 4. Oktober 1950 wurde im Gebäude des früheren Kant-Gymnasiums an der Treskowallee in Berlin-Karlshorst die Hochschule für Planökonomie eröffnet, die 1954 in Hochschule für Ökonomie (HfÖ) umbenannt wurde und 1972 den Zusatznamen Bruno Leuschner erhielt.
Die 1913–1914 errichteten Gebäude wurden 1919–1920 erweitert und 1950 umgebaut. Sie stehen zusammen mit dem 1955 im hinteren Areal errichteten Auditorium maximum unter Denkmalschutz. Zum 1. Oktober 1991 wurde die HfÖ aufgelöst und der größte Teil der Mitarbeiter und Professoren entlassen. An ihrer Stelle wurde die Fachhochschule für Technik und Wirtschaft gegründet. Heute sind keine Professoren der ehemaligen HfÖ mehr im Dienst der HTW Berlin.

### Fachhochschule für Technik und Wirtschaft

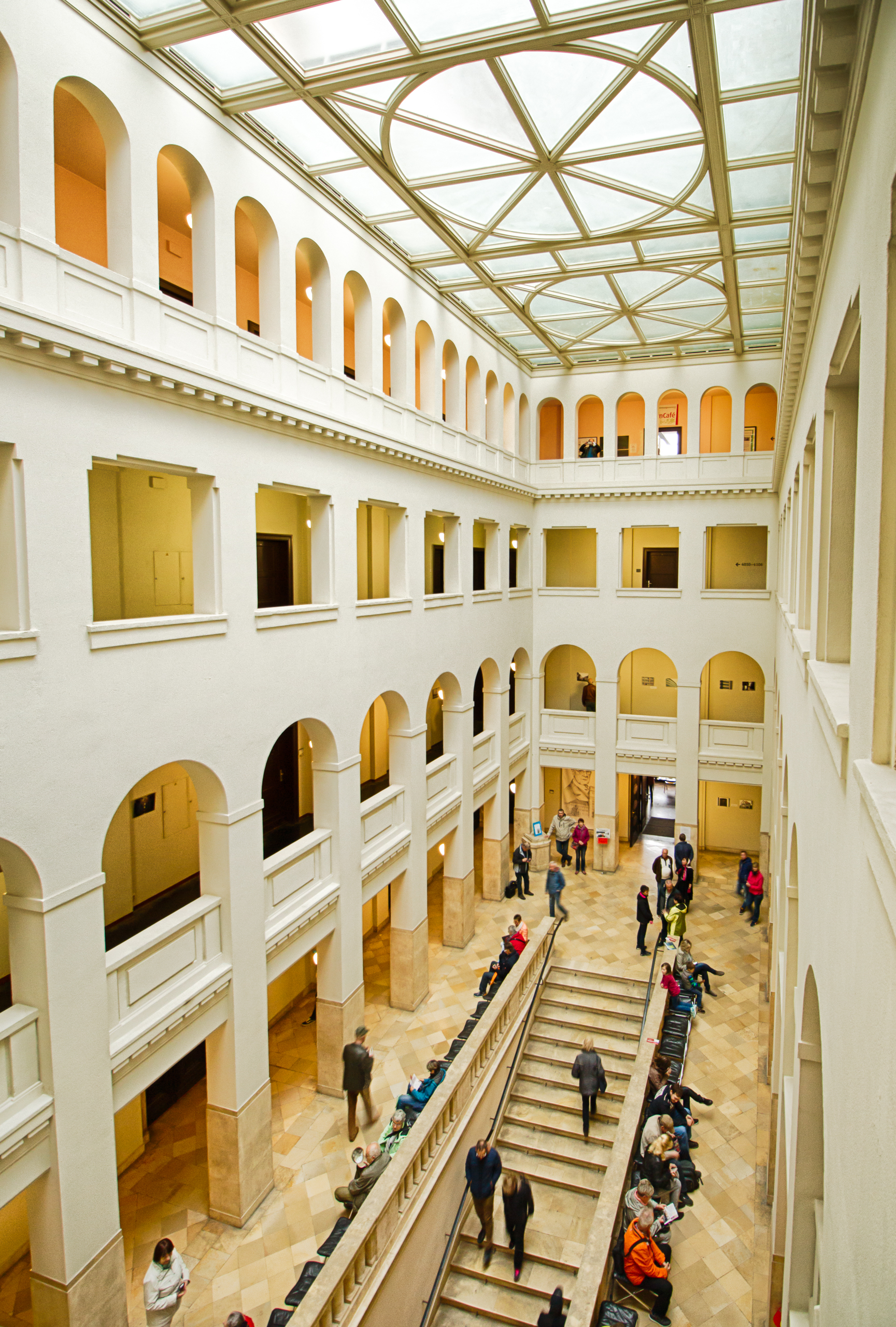
Atrium im Behrensbau

Am 1. Oktober 1991 gingen die Ingenieurhochschule Berlin und die HfÖ in der Fachhochschule für Technik und Wirtschaft in Gründung (FHTW Berlin) samt allen dortigen Liegenschaften auf. Hierin liegt der Grund für die in der Stadt verteilt liegenden Campi der Hochschule. Das Gründungsteam waren Gründungsrektor Jürgen Tippe, Prorektor Rainer Knigge und Dieter Markusch. Rainer Knigge wurde 1994 zum Präsidenten der FHTW Berlin gewählt. 1994 wurde die Fachhochschule für Technik und Wirtschaft Berlin (FHTW) rechtlich selbstständig.
Die Fachhochschule der Deutschen Telekom Berlin wurde 1996 in die FHTW Berlin integriert. Im gleichen Jahr warf der AStA dem damaligen Präsidenten der FHTW Berlin, Rainer Knigge, illegale Geschäfte vor, mit denen sich letztlich auch das Abgeordnetenhaus von Berlin auseinandersetzte.
Im Jahr 1998 wurde Helmut Schmidt zum Präsidenten der FHTW Berlin gewählt. 2002 folgte als Präsident Herbert Grüner, weil Helmut Schmidt als Oberbürgermeister nach Brandenburg an der Havel gewechselt war. 2004 feierte die FHTW Berlin ihr zehnjähriges Bestehen mit einem Zehnsprung, bei dem an zehn Tagen jeweils um 10 Uhr unterschiedliche Veranstaltungen innerhalb der Hochschule stattfanden.
Vor 2009 verteilte sich die FHTW auf fünf Standorte in Berlin. Danach wurden die Standorte in Berlin-Lichtenberg (Allee der Kosmonauten 20–22), in Blankenburg (Blankenburger Pflasterweg 102) und Rummelsburg (Marktstraße 9) geschlossen. Im Rahmen des Umzuges wurde schon zuvor der Campus der Gestalter am Warschauer Platz (Rummelsburg) geschlossen und auf den Campus Wilhelminenhof in Oberschöneweide verlegt.
2009 wurde die Fachhochschule für Technik und Wirtschaft Berlin in Hochschule für Technik und Wirtschaft Berlin (HTW Berlin) umbenannt. Sie hatte jedoch weiterhin den Status einer Fachhochschule. Bis 2021 konnte die Hochschule ausschließlich kooperative Promotionen durchführen.

## Organisation
Im Jahre 2006 wurde Michael Heine Präsident der FHTW Berlin.
Von 2014 bis 2019 war der Volkswirt Klaus Semlinger Präsident (zuvor seit 2002 Vizepräsident für Lehre). Am 1. April 2019 trat der Informatiker Carsten Busch das Amt an. Seit dem 1. April 2023 fungiert die Physikerin Annabella Rauscher-Scheibe als Präsidentin der HTW Berlin.
Standorte
Die Hochschule für Technik und Wirtschaft unterhält seit 2010 zwei Standorte:
- Campus Treskowallee, Treskowallee 8, 10318 Berlin-Karlshorst (Lage)
- Campus Wilhelminenhof, Wilhelminenhofstraße 75A, 12459 Berlin-Oberschöneweide (Lage) am Spreeufer

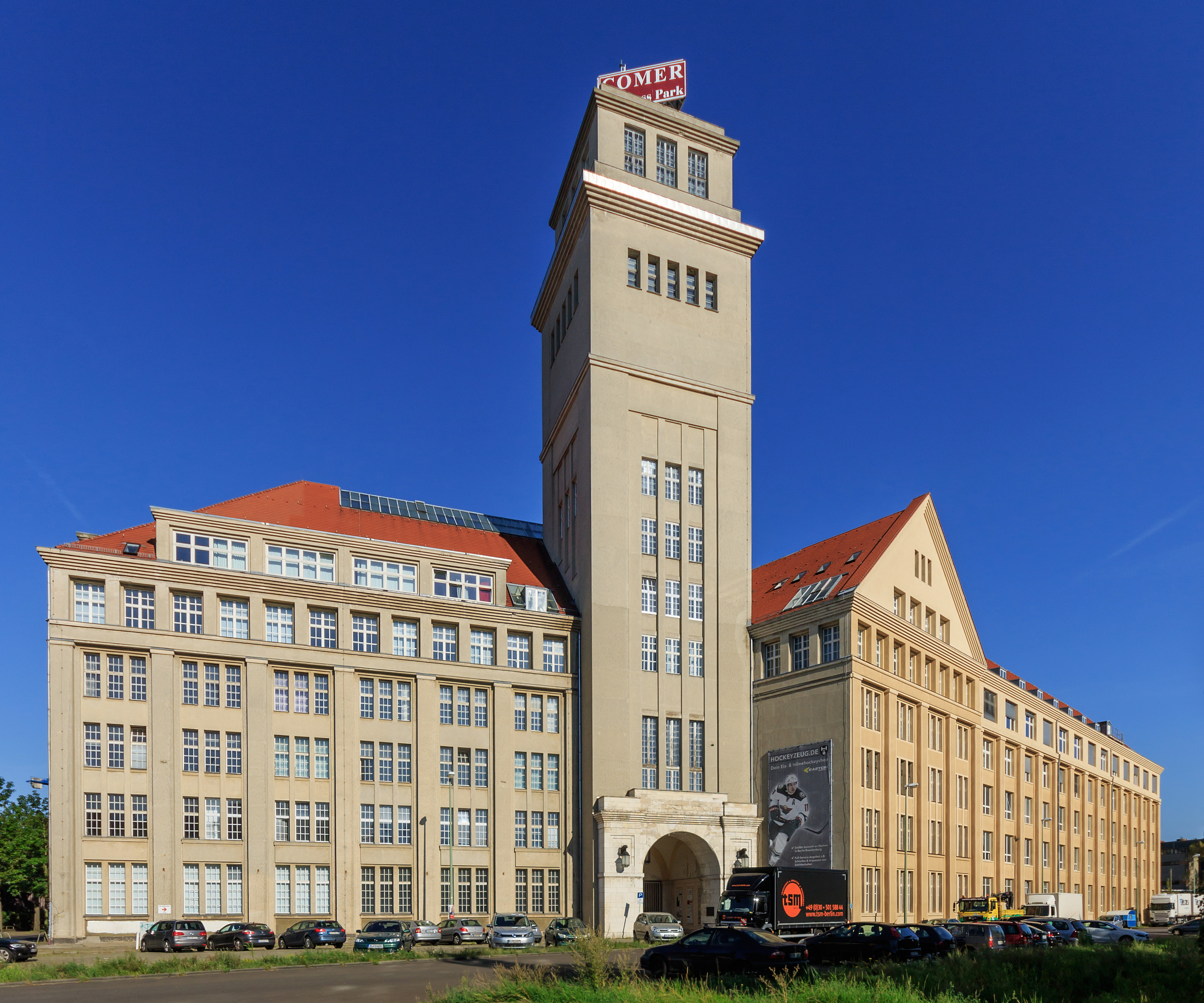
Peter-Behrens-Bau in Berlin-Oberschöneweide
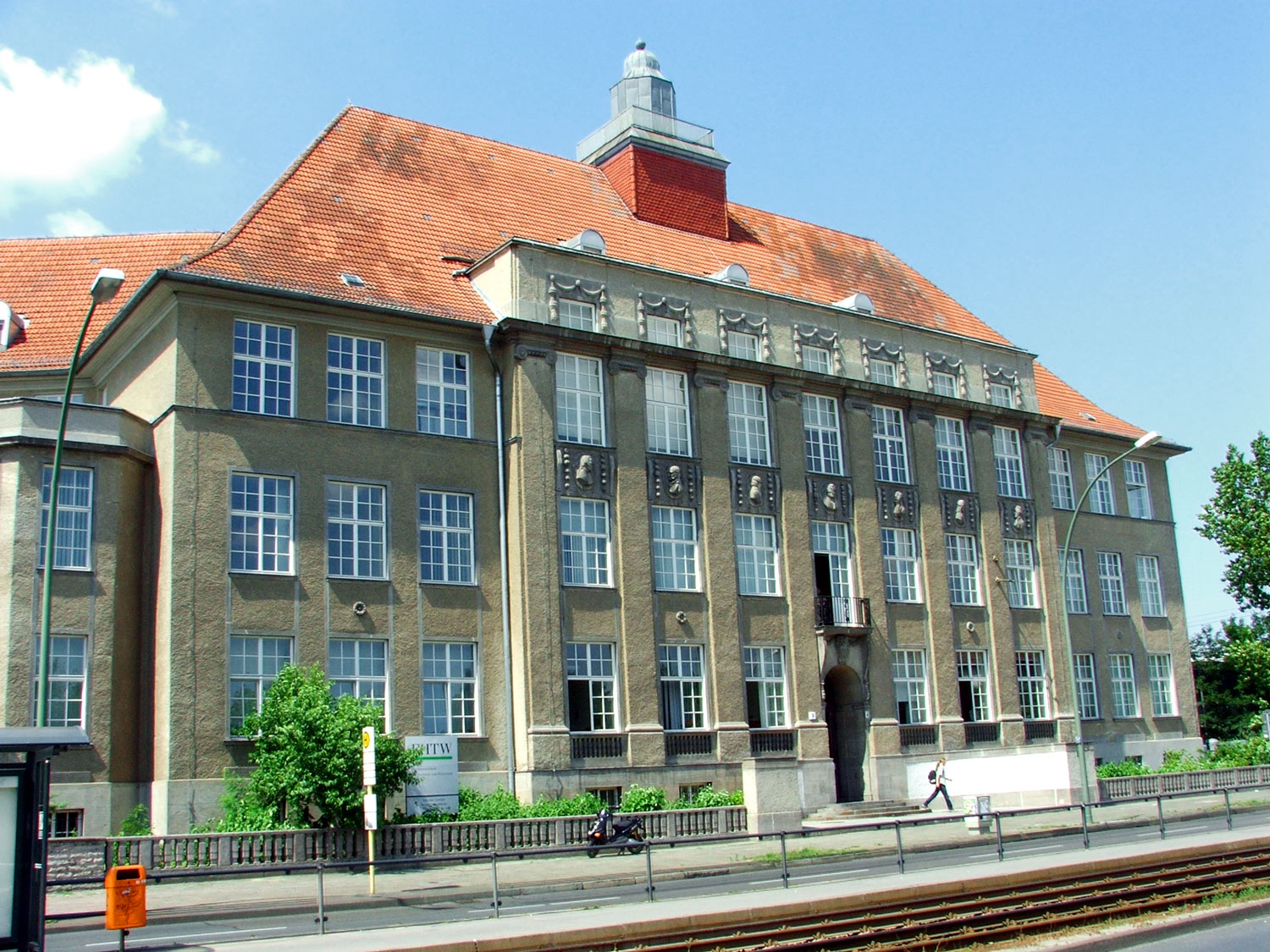
Hauptgebäude des Campus Treskowallee in Berlin-Karlshorst
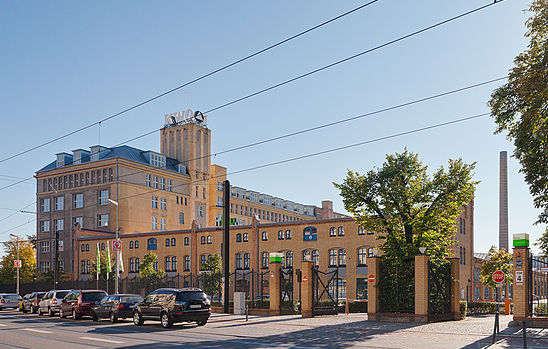
Campus Wilhelminenhof in Berlin-Oberschöneweide
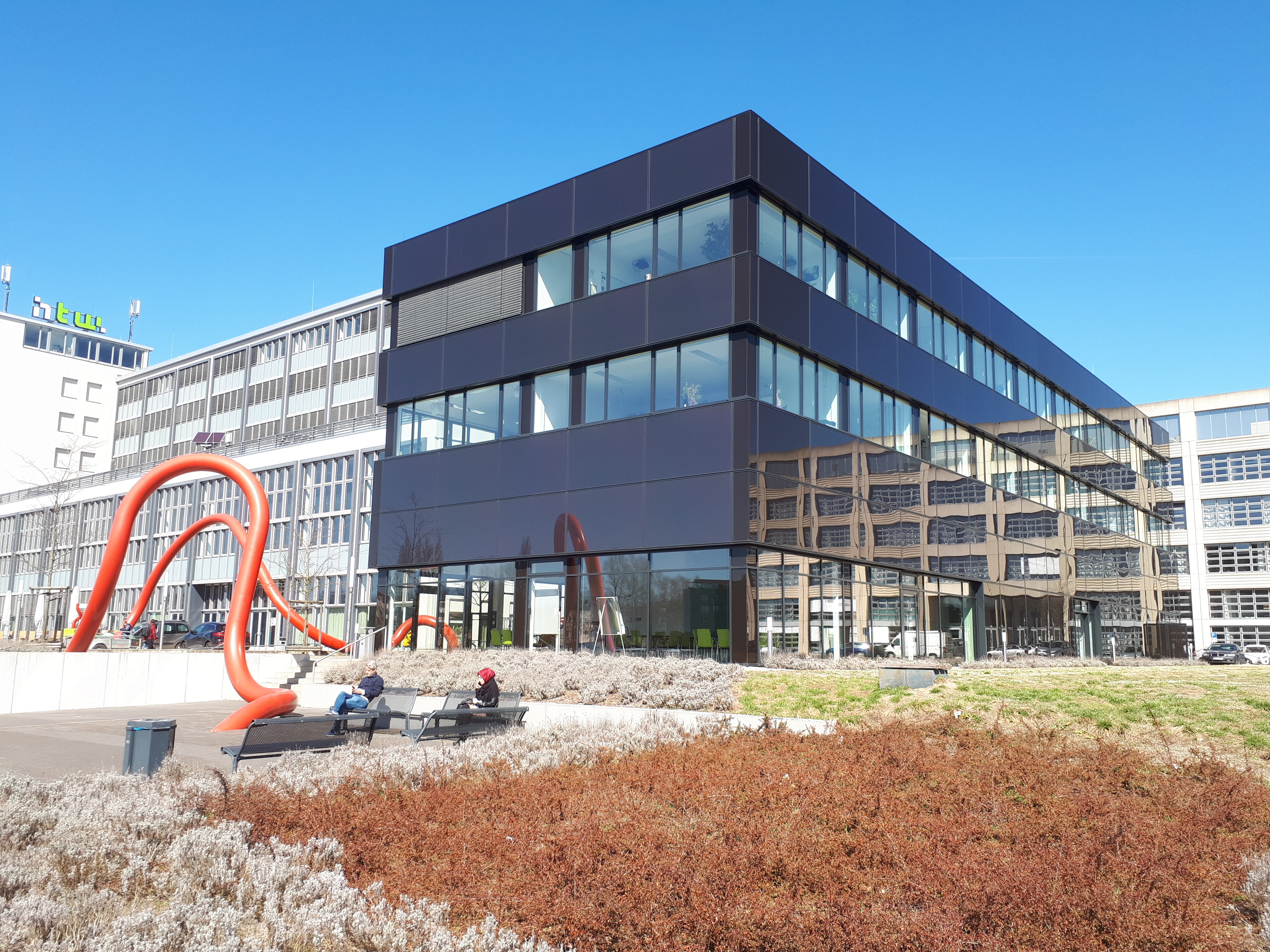
Gebäude H in Berlin-Oberschöneweide

## Fachbereiche und Studiengänge
Die Hochschule für Technik und Wirtschaft besitzt fünf Fachbereiche:

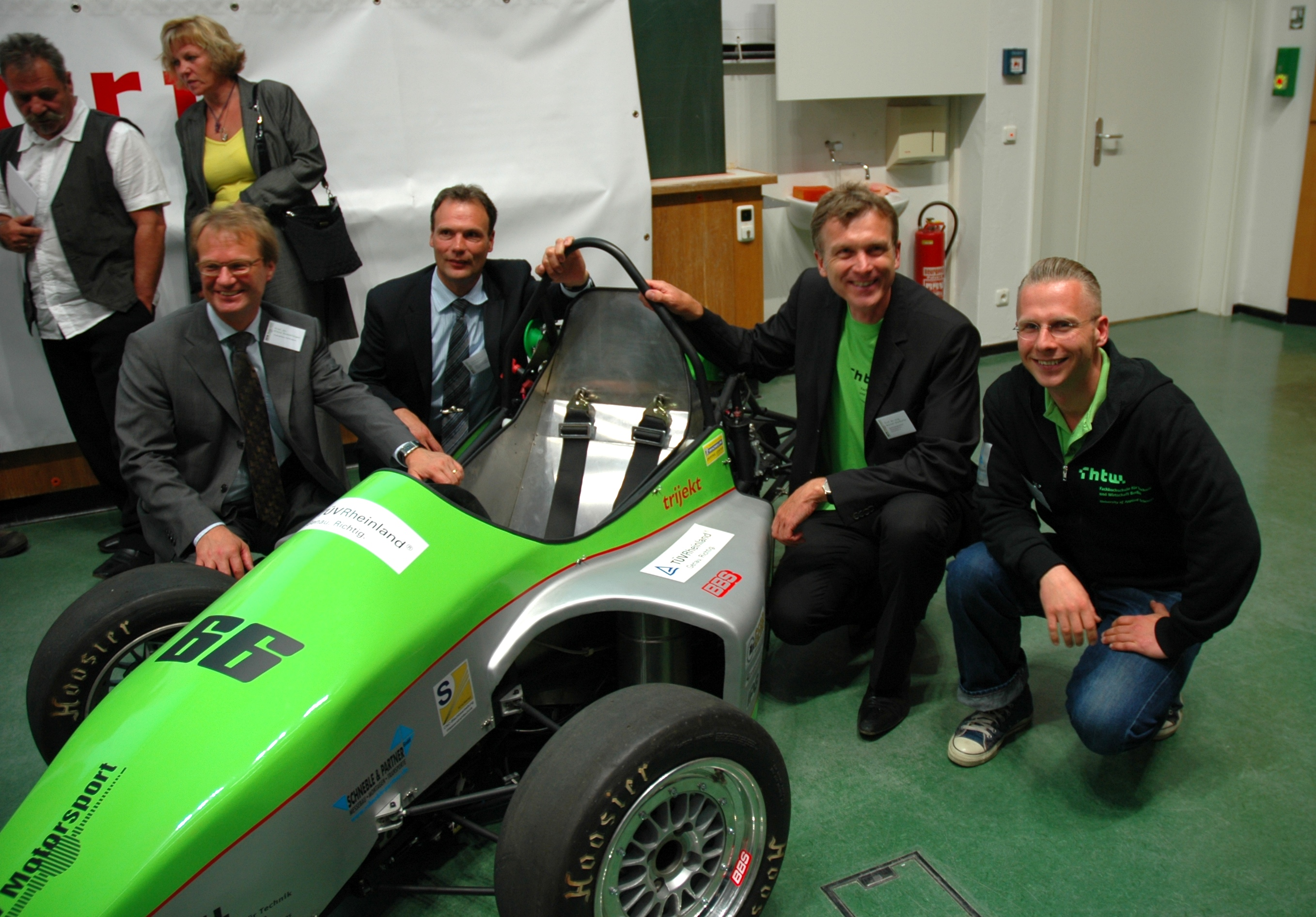
HTW-Motorsportteam aus dem Studiengang Fahrzeugtechnik

- Ingenieurwissenschaften — Energie und Information (Fachbereich 1)[20]
  - Computer Engineering
  - Elektrotechnik
  - Gebäudeenergie- und -informationstechnik
  - Gesundheitselektronik
  - Informations- und Kommunikationstechnik
  - Mikrosystemtechnik
  - Regenerative Energien

- Ingenieurwissenschaften — Technik und Leben (Fachbereich 2)[21]
  - Bauingenieurwesen
  - Construction and Real Estate Management
  - Facility Management
  - Fahrzeugtechnik
  - Ingenieurinformatik
  - Life Science Engineering
  - Maschinenbau
  - Umweltinformatik
  - Betriebliche Umweltinformatik

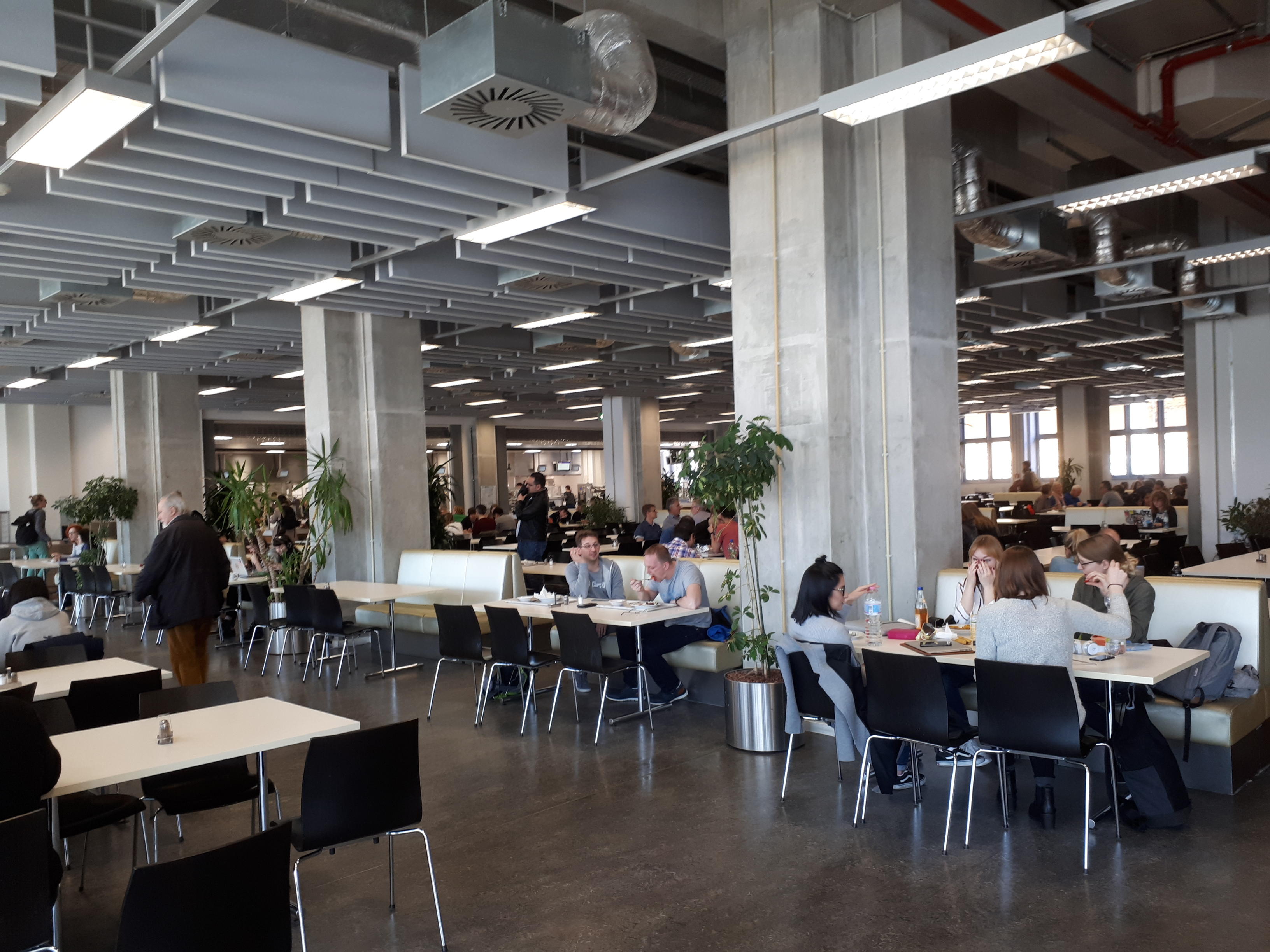
Mensa im HTW-Gebäude G

- Wirtschafts- und Rechtswissenschaften (Fachbereich 3)[22]
  - Arbeits- und Personalmanagement
  - Betriebswirtschaftslehre
  - Europäische Wirtschaftspolitik
  - Finance — Accounting — Corporate Law — Taxation
  - Immobilienwirtschaft
  - Industrial Sales and Innovation Management
  - International and Development Economics
  - International Business
  - Nonprofit-Management und Public Governance
  - Public und Nonprofit-Management
  - Wirtschaft und Politik
  - Wirtschaftsrecht

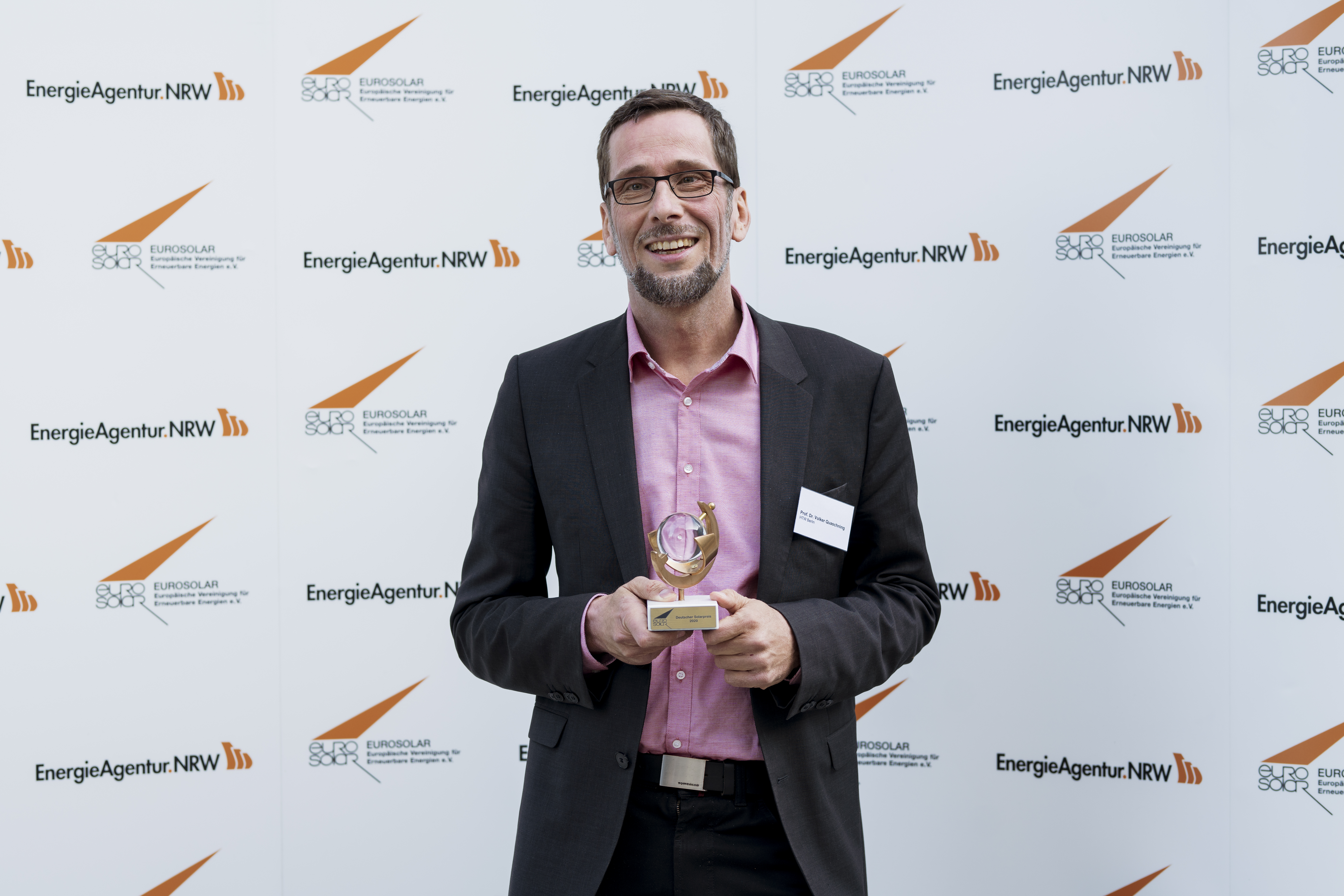
Prof. Volker Quaschning, 2020.

- Informatik, Kommunikation und Wirtschaft (Fachbereich 4)[23]
  - Angewandte Informatik
  - Finanzmathematik, Aktuarwissenschaften und Risikomanagement
  - Informatik in Kultur und Gesundheit
  - Informatik und Wirtschaft (Frauenstudiengang)
  - Internationale Medieninformatik
  - Wirtschaftsinformatik
  - Wirtschaftsingenieurwesen
  - Wirtschaftskommunikation
  - Wirtschaftsmathematik

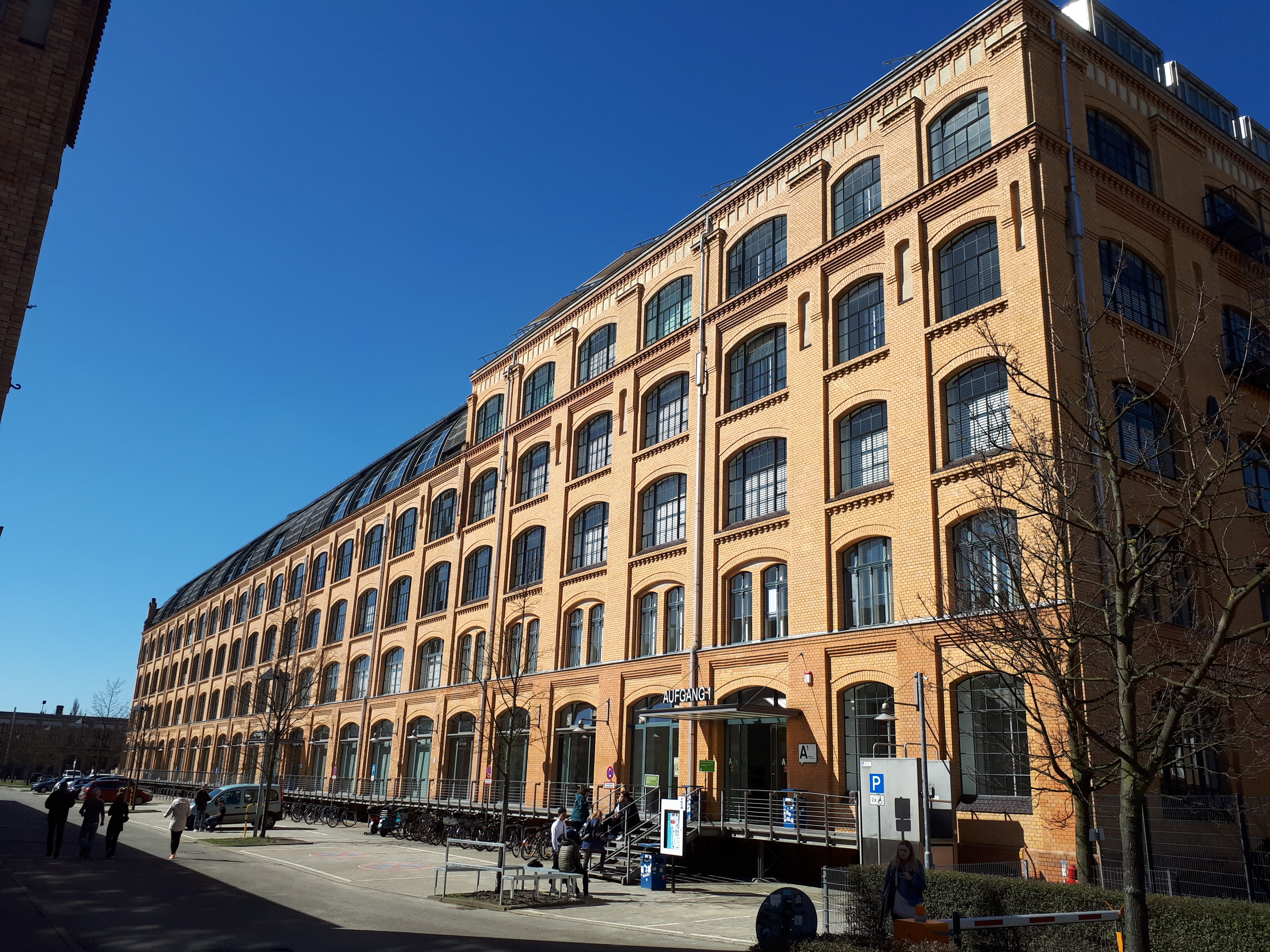
HTW-Gebäude A; Dekanat Fachbereich 5

- Gestaltung und Kultur (Fachbereich 5)[24]
  - Bekleidungstechnik/Konfektion
  - Game Design
  - Industrial Design[25]
  - Kommunikationsdesign
  - Konservierung und Restaurierung/Grabungstechnik
  - Landschaftsarchäologie
  - Modedesign
  - Museumskunde
  - Museumsmanagement und -kommunikation
  - System Design (M.A.)[26]

Fernstudium und Weiterbildung
- Berufsbegleitende Bachelor-Studiengänge[27]
  - Betriebswirtschaftslehre
  - Maschinenbau
  - Wirtschaftsingenieurwesen
- Berufsbegleitende Master-Studiengänge
  - MBA General Management
  - Real Estate Management
- Postgraduale Vollzeit-Studiengänge
  - Business Administration and Engineering
  - Life Science Management
  - Professional IT-Business and Digitalization
  - Project Management and Data Science

## Forschung
Das sogenannte Plusenergiesolarhaus wurde im Rahmen des Wettbewerbs Solar Decathlon Europe 2010 entworfen. In der Einzeldisziplin „Solar Systems“ erzielten die Studierenden den ersten Platz. Der Wiederaufbau erfolgte am Campus Wilhelminenhof. Ab 2013 wurde das Gebäude unter anderem als Laborgebäude und für Forschungsprojekte genutzt.
Zu den Einrichtungen des Hauses zählen: Solaraktiver Sonnenschutz als einstrahlungs- und nutzergesteuertes Faltladensystem, Reversible Wärmepumpe, PCM-gefüllte Lehmbauplatten an Wänden und Decke, Deckenelemente mit Wasser durchströmt zur Flächenheizung und -kühlung, Integrierte PV in Gebäudefarbe- und raster und abgeflammtes Holz als vorgehängte hinterlüftete Fassade.
Kommunikation
Die HTW Berlin betreibt das Online-Magazin „Campus-Stories“ auf ihrer Webseite. Zahlreiche Wissenschaftler der Hochschule publizieren ihre Forschungsarbeiten auf der Internet-Plattform Researchgate.

## Ansehen

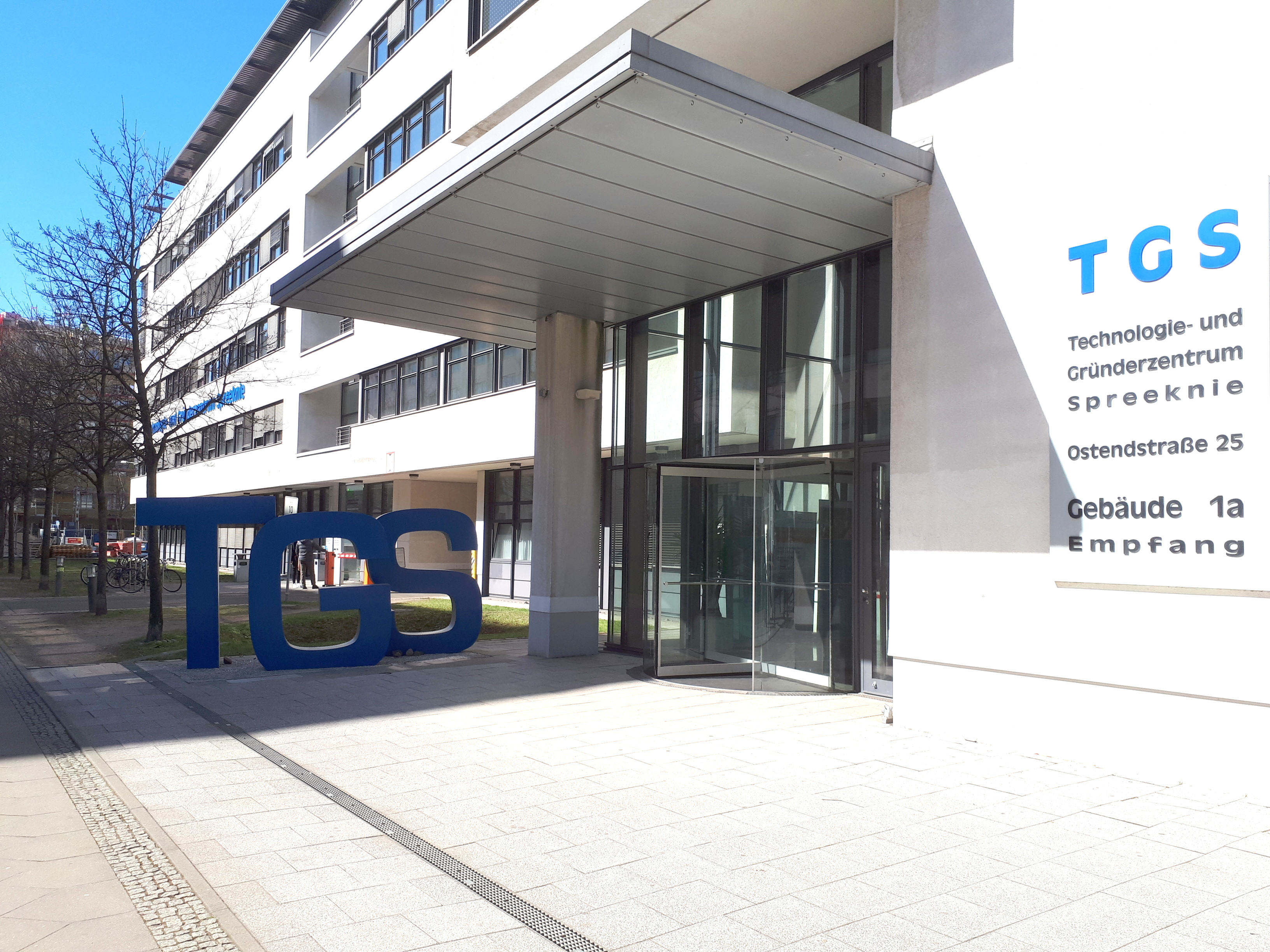
Technologie- und Gründerzentrum in Oberschöneweide

Die HTW Berlin gehört zu den sehr anerkannten Hochschulen Deutschlands und belegt, abhängig vom Fachbereich, in unterschiedlichen Ranglisten Spitzenplätze.
WirtschaftsWoche, 2024
BWL: Platz 1, Elektrotechnik: Platz 2, Informatik: Platz 1, Maschinenbau: Platz 1 (mit FH Aachen), Wirtschaftsinformatik: Platz 1, Wirtschaftsingenieurwesen: Platz 1
CHE-Ranking für Bachelor-Studiengänge 2019
- BWL (2020): Studiensituation insgesamt: 1,7[32]
- Elektrotechnik, Regenerative Energien (2020): Studiensituation insgesamt: 1,7
- Mikrosystemtechnik (2020): Studiensituation insgesamt: 1,4
- Maschinenbau, Fahrzeugtechnik (2020): Räume: 1,7 – Labore: 1,6
- Bauingenieurwesen (2020): Unterstützung im Studium: 1,9

## Ausgründungen
Im Zeitraum von 2014 bis 2022 wurden von Absolventen der HTW Berlin 141 Firmen gegründet. Damit zählte die HTW zu den gründungsaktivsten Hochschulen in Deutschland.

## Campusleben
Das Tonkollektiv HTW ist die Musikgruppe der Hochschule für Technik und Wirtschaft Berlin. Der Großteil der Mitglieder des Tonkollektivs singt im Chor, der Rest verteilt sich auf verschiedene Bands und Combos.
Preisverleihungen
Die HTW Berlin und der Verein zur Förderung der Wirtschaftskommunikation e. V. (Wiko Verein) haben im Jahr 2000 den  Deutschen Preis für Wirtschaftskommunikation (DPWK) ins Leben gerufen. Der Wiko Verein wurde von einer studentischen Initiative gegründet und wirkt als Schnittstelle zwischen Hochschule, Studierenden und Experten aus Wirtschaft, Wissenschaft und Medien. Die Vergabe des DPWK in mehreren Kategorien findet jährlich statt und zählt zu den Höhepunkten des studentischen Lebens an der HTW. Mit rund 500 Besuchern ist die Preisverleihung eine der größten Veranstaltungen im Jahr, die von Berliner Studenten organisiert wird.

## Partnerschaften
Zusammen mit 14 weiteren Hochschulen bildet die HTW Berlin die European University Alliance EUonAIR. Durch das von der Europäische Union geförderte Projekt erhält die Hochschule der Technik und Wirtschaft eine zusätzliche Finanzierung von 14,4 Millionen Euro bis 2028.